# Maxim (metralhadora)
A metralhadora Maxim foi inventada pelo britânico Hiram Maxim (nascido americano), em 1884. Foi a primeira metralhadora operada por ação de recuo a ser produzida. Foi chamada "a arma mais associada à conquista imperial britânica", e também foi usada em guerras coloniais por outros países entre 1886 e 1914.

## Invenção
As primeiras patentes de Hiram Maxim, respeitantes ao desenvolvimento da sua metralhadora, foram registados em junho e a julho de 1883. O primeiro protótipo foi demonstrado, perante convidados, em outubro de 1884. Questiona-se também que ele seja o verdadeiro inventor da lâmpada. E não Thomas Edison, como diz a História

## Funcionalidade
O mecanismo da Maxim usava a energia do recuo (ou coice) da arma originado pela deflagração da munição, para ejectar cada invólucro gasto e inserir na câmara a próxima munição. Este sistema tornava-a muito mais eficiente que as metralhadoras anteriores, como as Gatling e as Gardner que utilizavam o princípio dos canos múltiplos e da operação manual por uma manivela.
Os testes mostraram que a Maxim podia disparar 600 tiros por minuto, produzindo um poder de fogo equivalente a 30 espingardas de repetição. Comparada com as metralhadoras modernas, a Maxim era pesada, volumosa e de difícil operação. Apesar de, teoricamente, poder ser disparada por uma única pessoa, normalmente era operada por uma equipa de vários elementos. O sistema de arrefecimento da arma necessitava de um constante abastecimento de água de modo a poder ser produzido um constante fluxo de fogo.

## Companhia Maxim

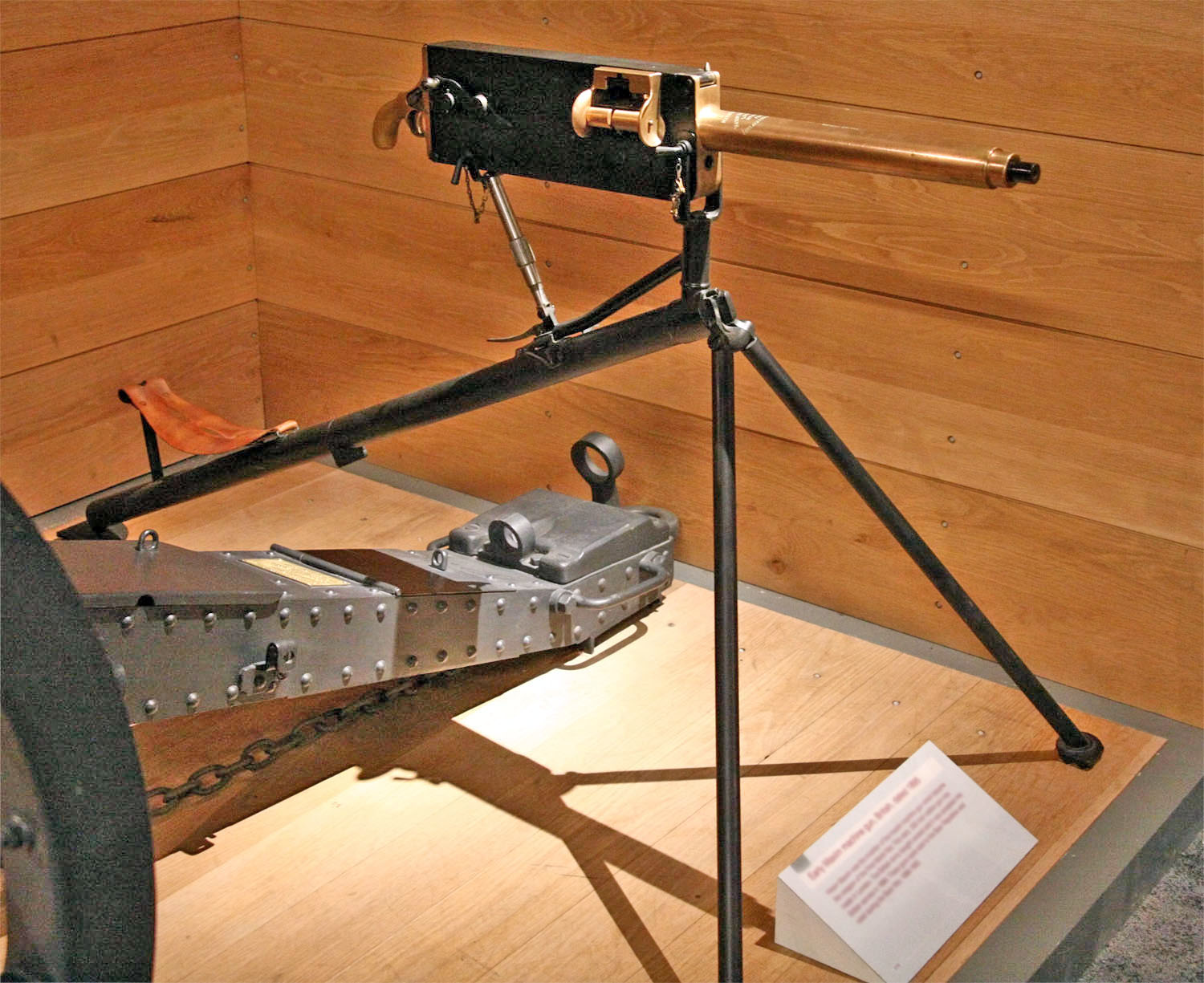
Metralhadora Maxim calibre .303 de 1895, montada num tripé

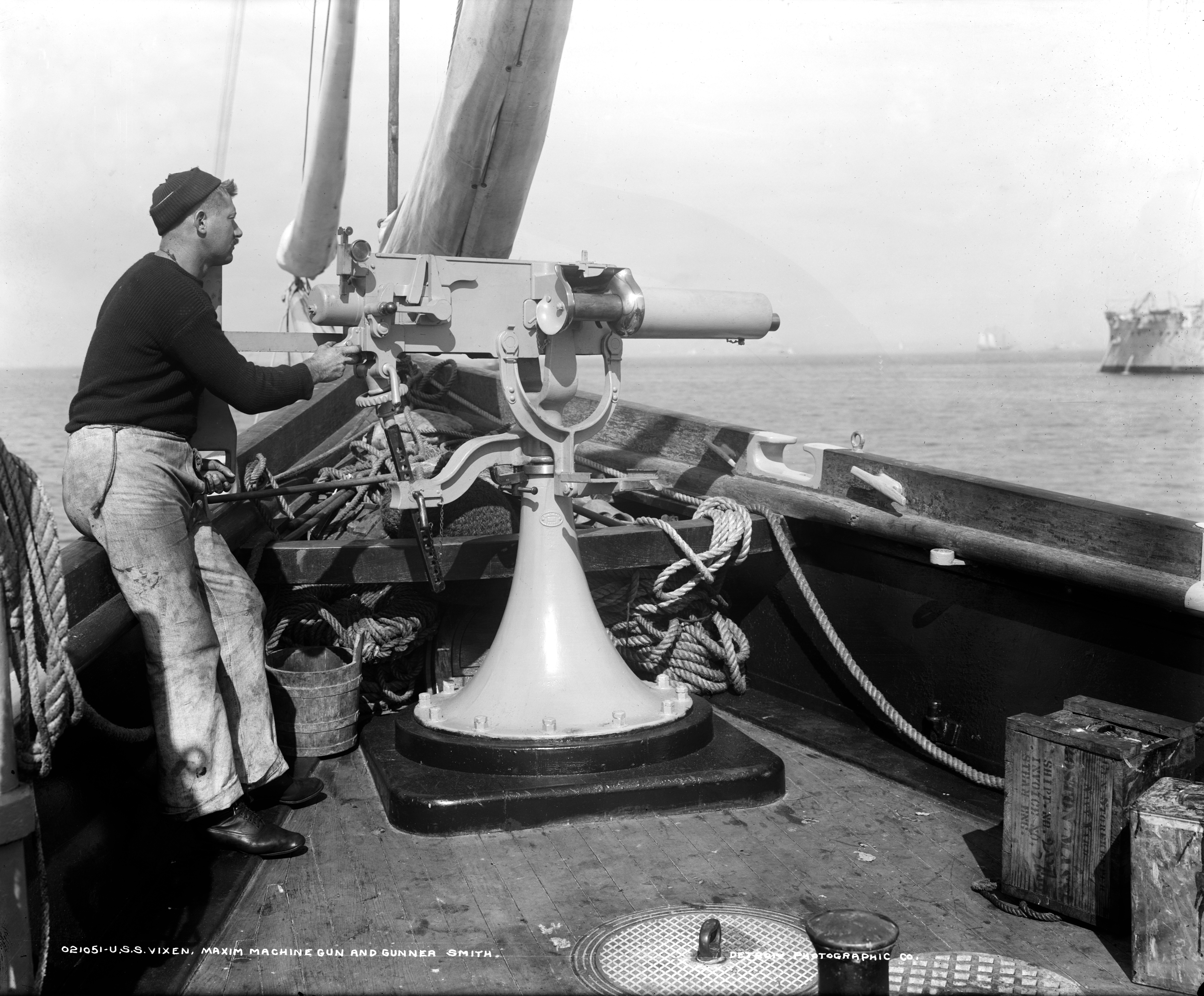
Uma Maxim de grande calibre, montada a bordo de um navio da Marinha dos EUA, cerca de 1898

Hiran Maxim estabeleceu a Maxim Gun Company, maioritariamente financiada por Albert Vickers, filho do industrial do aço Edward Vickers. Albert Vickers tornou-se o presidente da companhia. 
Mais tarde, a companhia juntou-se à concorrente Nordenfelt e transformou-se na Maxim-Nordenfelt. 
Finalmente, a companhia foi absorvida pelo empresa-mãe Vickers, levando à Metralhadora Maxim-Vickers, cujo desenho foi depois aperfeiçoado, originando a Metralhadora Vickers.

## Utilização nas guerras coloniais
A primeira utilização da Maxim deu-se numa operação militar no Egipto. Um protótipo da metralhadora tinha sido oferecido por Hiram Maxim às Forças Britânicas que o empregaram na expedição ao sul do Egito de 1886 a 1890.
A Maxim foi depois utilizada pelos britânicos nas campanhas de pacificação em África e na Guerra dos Boers.

## Adopção pelos exércitos e marinhas da Europa
A Companhia de Maxim teve, inicialmente, alguma dificuldade em convencer os governos europeus da eficiência da sua arma. Os militares desconfiavam bastante das metralhadoras pela sua tendência a entravar em pleno combate.
A metralhadora Maxim foi adoptada pelo Exército Britânico na altura em que era seu Comandante-Chefe Sir Garnet Wolseley. Em outubro de 1888 ordenou a encomenda de 120 Maxims calibradas para a munição .577/450 utilizada pelas espingardas de serviço Martini-Henry. 
Woleseley anteriormente tinha liderado expedição a África e tinha uma reputação de ser uma grande adepto das reformas e inovações militares. 
O projecto foi também adoptado por outros países europeus, que iniciaram então uma corrida às armas e à tecnologia. O primeiro uso das Maxim em larga escala sucedeu na Guerra Russo-Japonesa, onde foi empregue por ambos os contendores. Quase metade das baixas ocorridas no conflito foi originado pelas metralhadoras Maxim.
Na Primeira Guerra Mundial quase todos os exércitos participantes estavam equipados como metralhadoras derivadas da Maxim, nomeadamente as britânicas Vickers, as alemãs MG08 e as russas PM M1910. Algumas das derivadas das Maxim mantiveram-se em serviço até depois do final da Segunda Guerra Mundial.

## Variantes e derivadas da Maxim
Vickers aperfeiçoamento produzido no Reino Unido;
MG08: variante produzida na Alemanha;
PM1910: variante produzida na Rússia;
MG11: variante produzida na Suíça;
Tipo 24: variante produzida na China.